# Massivert
Masivert (en catalán Massivert) es un antiguo pueblo de la comarca de la Alta Ribagorza, provincia de Lérida, Cataluña, España. Actualmente está completamente deshabitado y pertenece al término municipal de Pont de Suert. Antiguamente pertenecía al término municipal de Malpàs.

## Descripción
El pueblo estaba en el extremo oriental del término, cerca de Benés y Erta; situado en la orilla izquierda del barranco de Massivert. Actualmente tiene un difícil acceso por pistas rurales que vienen de la banda de Sas.
La iglesia de Masivert, dedicada a san Román, es románica. Había sido sufragánea.

## Etimología
El topónimo Masivert deriva del antropónimo germánico Marcibehrt, posiblemente aludiendo al primer poblamiento altomedieval de la zona. Es Joan Coromines (op. cit.) quien propuso esta hipótesis.

## Historia
Masivert está documentado desde 939, cuando el lugar fue donado al monasterio de Lavaix.
En 1787 Masivert tenía 8 habitantes.
Pascual Madoz incluye Masivert en su Diccionario geografico... de 1849. Se puede leer que estaba situado en la vertiente de una montaña, ventilada por todos los vientos. El clima es muy frío y húmedo, a causa de la nieve que allí reina la mayor parte del año, ya que una alta sierra que se alza a su lado de levante impide que los vientos del este lleguen al pueblo hasta muy tarde, y esto provoca muchos males de cabeza. Se componía de 3 casas, una dellas denominada el 'Hostalet de Masivert. Había una iglesia dedicada a San Román, anexa de la parroquia de Erta. Tenía el cementerio al lado y una fuente a cinco minutos y nutría de agua al pueblo.
El terreno es montañoso, áspero, cortado y de mala calidad, y es común en parte con Castellars y Sas. Hbía un molino harinero que solo funcionaba cuando el barranco lo permitía, y se producía poco trigo y cebada, y abundante centeno. También se recogían unas pocas legumbres y lana. Se criaban ovejas. Tenía 2 vecinos (cabezas de familia) y 9 ánimas (habitantes).
Masivert había tenido hostal, el Hostalet de Masivert, en el camino de Sas a Malpàs.
Actualmente Masivert es un despoblado, totalmente abandonado y en ruinas.